# 6168 Isnello
6168 Isnello è un asteroide della fascia principale. Scoperto nel 1981, presenta un'orbita caratterizzata da un semiasse maggiore pari a 3,1603059 UA e da un'eccentricità di 0,0696084, inclinata di 2,56165° rispetto all'eclittica.
L'asteroide è dedicato all'omonimo comune siciliano in Italia, sede del Parco Astronomico delle Madonie.